# Metotrexát
A metotrexát egyes daganatos, valamint autoimmun betegségek (pl. pszoriázis, reumatoid artritisz) kezelésére használatos antimetabolit.

## Hatásmechanizmus
Folsav-antagonista hatású vegyület, mely reverzibilisen gátolja a folsavat tetrahidrofolsavvá redukáló dihidrofolát-reduktáz enzim működését. A folsav-anyagcsere ezen lépésének gátlása korlátozza a purinszintézishez, valamint a DNS-szintéziséhez, a sejtszaporodáshoz és -regenerációhoz szükséges dezoxiuridilát-timidilát átalakuláshoz nélkülözhetetlen egyszénatomos fragmentumok kínálatát.

## Farmakodinamikai tulajdonságok
Azok a szövetek, amelyek sejtjei élénken szaporodnak (például daganatsejtek, csontvelő, magzati sejtek, a száj- és bélnyálkahártya, a húgyhólyag hámja) rendszerint érzékenyebbek a metotrexát hatásaira. Ha a malignus szövetben zajló sejtburjánzás üteme felülmúlja az ép szövetek többségében észlelhető sejtszaporodásét, akkor a metotrexát az ép szövetek irreverzibilis károsítása nélkül gátolhatja a daganatsejtek szaporodását.
Pikkelysömörben a pszoriatikus elváltozások területén az ép bőrrégiókra jellemzőhöz képest nagymértékben fokozott a hámsejtszaporodás – ez a különbség teszi lehetővé a metotrexát terápiás alkalmazását.
A nagydózisú metotrexát-, majd "rescue" leukovorin-kezelést kombinált kemoterápiás protokollok összetevőjeként is alkalmazzák áttétet nem adó oszteoszarkómában a primer daganat műtéti reszekciójának vagy a végtag-amputáció kiegészítéseképpen. E beavatkozás alapja, hogy a metotrexát nagy dózisa után röviddel adott leukovorin (tetrahidrofolsav-származék) a nem daganatos szövetekben szelektíven gátolja a metotrexát hatását. Metotrexát-rezisztencia is kialakulhat – ennek mechanizmusa nem ismert, azonban kialakulását a sejtek metotrexát-felvételének csökkenése jelzi.
Újabb adatok szerint nagydózisú kezeléssel az aktív transzport károsodása, a dihidrofolsav-reduktáz szint génamplifikáció okozta emelkedése vagy az enzim metotrexát-kötő affinitásának csökkenése, ill. a metotrexát csökkent poliglutamációja miatt kialakult metotrexát-rezisztencia is áttörhető.
A metotrexát – minden bizonnyal a limfociták szaporodásának gátlásával – immunoszuppresszív hatást is kifejt.

## Felszívódás és eloszlás
A parenterálisan adott metotrexát teljes mennyisége a szisztémás keringésbe jut. Jól eloszlik a szövetekben, a legmagasabb koncentrációt a vesében, az epehólyagban, a lépben, a májban és bőrben éri el. A sejtekbe aktív transzportfolyamat révén kerül; verseng a redukált folsavval a szállítómolekula kötőkapacitásáért. Amint a szérumszint 100 µmol/l fölé emelkedik, a passzív diffúzió válik a hatékony intracelluláris koncentráció fenntartásának uralkodó mechanizmusává. A szisztémás keringésbe felszívódott metotrexát-mennyiség kb. 50%-a szérumfehérjékhez kötődik. A vesében hetekig, a májban hónapokig kimutatható; ismételt adás esetén tartósan magas szérumkoncentráció és szöveti kumuláció (felgyülemlés) is kialakulhat. Szájon át vagy parenterálisan adva nem ér el terápiás szintet az agy-gerincvelői folyadékban; intratekális alkalmazás után azonban magas koncentráció alakulhat ki.
Mindazonáltal, az intratekálisan adott metotrexát a szisztémás keringésbe is bejut, vérszintje 2 órával az intratekális injekció beadása után tetőzik.
A metotrexát átjut a placentán és kiválasztódik az anyatejbe. Az ezidáig mért legmagasabb anyatej : plazmakoncentráció hányados 0,08 : 1 volt.

## Metabolizmus
A felszívódott metotrexátból a májban és intracelluláris anyagcsere-folyamatok során poliglutamát-származékok keletkeznek, ezek hidroláz enzimek hatására visszaalakulhatnak natív metotrexáttá.
A poliglutamát-származékok gátolják a dihidrofolát reduktáz és a timidilát szintetáz enzimek aktivitását; csekély mennyiségben hosszú ideig perzisztálhatnak a szövetekben. Az aktív metabolitok retenciója és hosszú hatástartama sejtféleségenként, szövetenként, valamint daganattípusonként különböző. A szokványos dózisszintek alkalmazása esetén egy kevés 7-hidroximetotrexát is keletkezhet. E metabolit kumulációja az oszteoszarkóma kezelésére használatos magas dózisszinteken számottevővé válhat; vízoldékonysága 3-5-ször kisebb a natív metotrexaténál. A szájon át adott metotrexát egy részét a bélflóra baktériumai metabolizálják.

## Felezési idő
Pszoriázis miatt kezelt vagy alacsony dózisú (<30 mg/m²) daganatellenes kemoterápiában részesülő betegeken a metotrexát terminális felezési ideje kb. 3-10 óra. Nagy dózisok alkalmazása esetén 8-15 óra a terminális felezési idő.

## Kiválasztás
A metotrexát elsősorban a vesén keresztül, glomeruláris filtrációval és aktív transzporttal ürül ki a szervezetből. Csekély hányada – valószínűleg az epével – a székletbe kerül. Kiválasztása kétfázisú: az intravénásan adott egyszeri dózis legfeljebb 92%-a 24 órán belül kiürül, ezt követően a visszamaradt dózishányad 1-2%-a ürül naponta. Pszoriázis miatt 7,5–30 mg/nap metotrexáttal kezelt betegeken a renális tubuláris reabszorpció telítődése miatt nemlineáris kinetikájú eliminációt észleltek. A veseműködés beszűkülése, valamint bizonyos, tubuláris szekrécióval ürülő gyógyszerek (például gyenge szerves savak) egyidejű alkalmazásakor nagymértékben megemelkedhet a metotrexát szérumszintje.
A metotrexát- és a kreatinin-clearance között rendkívül szoros korrelációt bizonyítottak. A metotrexát-clearance széles tartományban ingadozik és magasabb dózisszinten rendszerint csökken. Az elhúzódó clearance a metotrexát-toxicitás egyik fő oka, ugyanis ép szövetek esetében a toxikus hatás inkább a metotrexát-expozíció hosszának és nem a maximális plazmaszintnek a függvénye. Ha a veseműködés beszűkülése vagy egyéb okok miatt lelassul a metotrexát eliminációja, plazmaszintje hosszabb időn keresztül magas maradhat.